# Villa di Chiavenna

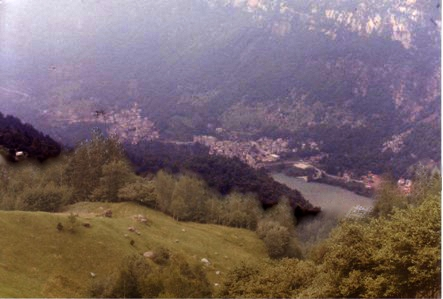
Villa di Chiavenna

Villa di Chiavenna is een gemeente in de Italiaanse provincie Sondrio (regio Lombardije) en telt 1109 inwoners (31-12-2004). De oppervlakte bedraagt 32,7 km², de bevolkingsdichtheid is 35 inwoners per km².
De volgende frazioni maken deel uit van de gemeente: Canete, Case Foratti, Case Scattoni, Chete, Dogana, Giavera, Ponteggia, San Barnaba, San Sebastiano.

## Demografie
Villa di Chiavenna telt ongeveer 453 huishoudens. Het aantal inwoners daalde in de periode 1991-2001 met 1,5% volgens cijfers uit de tienjaarlijkse volkstellingen van ISTAT.
| Jaar | Inwoneraantal |
| ---- | ------------- |
| 1991 | 1133          |
| 2001 | 1116          |

## Geografie
De gemeente ligt op ongeveer 150 m boven zeeniveau.
Villa di Chiavenna grenst aan de volgende gemeenten: Novate Mezzola, Piuro.